# Det Arabiske Hav
Det Arabiske Hav er den del af det Indiske Ocean som ligger mellem den Arabiske Halvø mod vest og det Indiske Subkontinent mod øst. Mod nordvest ligger Omanbugten som er forbundet med den Persiske Bugt gennem Hormuzstrædet. Mod sydvest ligger Adenbugten som er forbundet med det Røde Hav gennem Bab el-Mandeb-strædet.
Lande med kyst mod det Arabiske Hav er:
- På sydsiden af Adenbugten: Somalia, Somaliland¹, Djibouti
- På den Arabiske Halvø: Yemen, Oman, Forenede Arabiske Emirater
- Mod nord og øst: Iran, Pakistan, Indien

Det Arabiske Hav er 2.400 km bredt og op til 5.000 m dybt. Indus-floden er den største flod som udmunder i det Arabiske Hav. I havet ligget blandt andre øen Socotra (Yemen) og koraløerne Lakadiverne (Indien).
Vigtige havnebyer ved det Arabiske Hav er:
- Mumbai (Indien)
- Karachi (Pakistan).
- Aden (Yemen)